# Echo (Leona Lewis-album)
Az Echo Leona Lewis brit pop/R&B énekes-dalszerző második stúdióalbuma . Az album megjelenésére 2009. november 9-én került sor a Syco Music és a J Records kiadásában, az Egyesült Királyságban november 16-án, az Egyesült Államokban pedig november 17-én jelent meg.
Az albumot megelőzte a Happy című kislemez, amely 2009. szeptember 15-én jelent meg, míg a második kislemez, az I Got You az album megjelenése után, 2010. február 21-én jelent meg. Az albumon szereplő My Hands című számot pedig felhasználták a Final Fantasy XIII című videójátékhoz. Az album igen sikeresnek bizonyult, ugyanis kilenc országban bekerült a top 20-as listába, még az év vége előtt, 2009-ben.

## Számok
|     | Cím                                     | Szerző(k) | Hossz |
| --- | --------------------------------------- | --- | ----- |
| 1.  | Happy                                   | E. Kidd Bogart, Leona Lewis, Ryan Tedder                                                                      | 4:02  |
| 2.  | I Got You                               | Arnthor Birgisson, Savan Kotecha, Max Martin                                                                  | 3:46  |
| 3.  | Can't Breathe                           | Gavriel Aminov, Uriel "Frenchie" Kadouch, Lundon J. Knighten, Lewis, Cheryline Lim, Michael Malih, Keith Ross | 4:14  |
| 4.  | Brave                                   | Julian Bunetta, Andrew Frampton, Kotecha, Lewis                                                               | 3:37  |
| 5.  | Outta My Head                           | Kotecha, Martin, Shellback                                                                                    | 3:39  |
| 6.  | My Hands                                | Birgisson, Ina Wroldsen                                                                                       | 4:12  |
| 7.  | Love Letter                             | J. Kasher, Kevin Rudolf                                                                                       | 4:01  |
| 8.  | Broken                                  | Lewis, A. "Novel" Stevenson, John Shanks                                                                      | 4:03  |
| 9.  | Naked                                   | Kotecha, Lewis, Kristian Lundin                                                                               | 3:50  |
| 10. | Stop Crying Your Heart Out              | Noel Gallagher                                                                                                | 4:09  |
| 11. | Don't Let Me Down                       | Mike Elizondo, James Fauntleroy, Lewis, Justin Timberlake, Robin Tadross                                      | 4:36  |
| 12. | Alive                                   | Danielle Brisebois, Lewis, Shanks                                                                             | 3:30  |
| 13. | Lost Then Found (featuring OneRepublic) | Tedder, Jess Cates, Lewis, Lindy Robbins, Dan Muckala                                                         | 11:09 |

## Helyezések
| Ország (Chart)                       | Csúcs helyezés |
| ------------------------------------ | -------------- |
| Ausztrália (Australian Albums Chart) | 31             |
| Ausztria (Austrian Album Charts)     | 7              |
| Belgium (Belgian Albums Chart)       | 52             |
| Belgium (Belgian Albums Chart)       | 41             |
| Kanada (Canadian Albums Chart)       | 16             |
| Németország (Dutch Albums Chart)     | 36             |
| Németország (German Albums Chart)    | 12             |
| Németország (Swiss Albums Chart)     | 3              |
| Franciaország (French Albums Chart)  | 51             |
| Magyarország (Mahasz)                | 39             |
| Írország (Irish Albums Chart)        | 2              |
| Olaszország (Italian Albums Chart)   | 40             |
| Mexikó (Mexican Albums Chart)        | 98             |
| Spanyolország (Spanish Albums Chart) | 16             |
| Svédország (Swedish Albums Chart)    | 19             |
| UK (UK Albums Chart)                 | 1              |
| UK (UK R&B Albums)                   | 1              |
| USA (Billboard 200)                  | 13             |
| Új-Zéland (New Zealand Albums Chart) | 26             |
| European Top 100 Albums              | 4              |

## Megjelenés
| Ország             | Megjelenés dátuma  | Forma                                    | Kiadó                    | Katalógus szám |
| ------------------ | ------------------ | ---------------------------------------- | ------------------------ | -------------- |
| Fülöp-szigetek     | 2009. november 9.  | CD                                       | Sony Music Entertainment | 88697570012    |
| Ausztrália         | 2009. november 13. | CD, digital download                     | Sony Music Entertainment | 88697588222    |
| Németország        | 2009. november 13. | CD, digital download                     | Sony Music Entertainment | 88697588222    |
| Izland             | 2009. november 13. | CD, digital download                     | Sony Music Entertainment | 88697570012    |
| Olaszország        | 2009. november 13. | CD, digital download                     | Sony Music Entertainment | 88697588222    |
| Hollandia          | 2009. november 13. | CD                                       | Sony Music Entertainment | 0886975700127  |
| Svájc              | 2009. november 13. | Digital download, CD (standard & deluxe) | Sony Music Entertainment | 88697588222    |
| Belgium            | 2009. november 16. | Digital download, CD (standard & deluxe) | Sony Music Entertainment | 88697588222    |
| Csehország         | 2009. november 16. | Digital download, CD (standard & deluxe) | Sony Music Entertainment | 88697588222    |
| Franciaország      | 2009. november 16. | Digital download, CD (standard & deluxe) | Sony Music Entertainment | 88697588222    |
| Görögország        | 2009. november 16. | Digital download, CD (standard & deluxe) | Sony Music Entertainment |                |
| Hong Kong          | 2009. november 16. | CD                                       | Sony Music Entertainment | 88697570012    |
| Luxemburg          | 2009. november 16. | Digital download, CD (standard & deluxe) | Sony Music Entertainment | 88697588222    |
| Új-Zéland          | 2009. november 16. | Digital download, CD (standard & deluxe) | Sony Music Entertainment | 88697588222    |
| Norvégia           | 2009. november 16. | Digital download, CD (standard & deluxe) | Sony Music Entertainment | 88697570012    |
| Lengyelország      | 2009. november 16. | Digital download, CD (standard & deluxe) | Sony Music Entertainment | 0886975882229  |
| Portugália         | 2009. november 16. | Digital download, CD (standard & deluxe) | Sony Music Entertainment | 88697588222    |
| Spanyolország      | 2009. november 16. | Digital download (standard & deluxe)     | Sony Music Entertainment | 88697588222    |
| Egyesült Királyság | 2009. november 16. | CD, digital download                     | Syco Music               | 88697570012    |
| Brazília           | 2009. november 16. | Digital download                         | Sony BMG                 |                |
| Egyesült Államok   | 2009. november 17. | CD                                       | J Records                | 886975966028   |
| Kanada             | 2009. november 17. | CD                                       | Sony Music Entertainment | 88697596602    |
| Dánia              | 2009. november 18. | CD                                       | Sony Music Entertainment | 88697570012    |
| Finnország         | 2009. november 18. | CD                                       | Sony Music Entertainment | 88697570012    |
| Svédország         | 2009. november 18. | CD                                       | Sony Music Entertainment | 88697570012    |
| Brazília           | 2009. november 23. | CD                                       | Sony Music Entertainment | 886975700127   |
| Japán              | 2009. november 25. | CD                                       | Sony Music Japan         | SICP2465       |
| Japán              | 2009. november 25. | CD + DVD                                 | Sony Music Japan         | SICP2466       |

## Fordítás
Ez a szócikk részben vagy egészben  az   Echo (Leona Lewis album) című angol Wikipédia-szócikk fordításán alapul.  Az eredeti cikk szerkesztőit annak laptörténete sorolja fel. Ez a jelzés csupán a megfogalmazás eredetét és a szerzői jogokat jelzi, nem szolgál a cikkben szereplő információk forrásmegjelöléseként.